# Yurisel Labordeová
Yurisel Laborde-Duanes, (* 18. srpna 1979 Santiago, Kuba) je bývalá reprezentantka Kuby v judu. Je majitelkou bronzové olympijské medaile. V roce 2008 imigrovala do Spojených států.

## Sportovní kariéra
S judem začínala jako většina Kubánců na základní škole. Později se přesunula do Havany, kde se připravovala pod vedením Ronalda Veitíi.
V roce 2004 jí k postupu do finále na olympijských hrách v Athénách zabránila Číňanka Liou Sia výpadem ko-uči-gake. V boji o 3. místo nastoupila proti Francouzce Lebrunové a parádním sode-curikomi-goši získala bronzovou olympijskou medaili.
V roce 2008 požádala v Miami o azyl po vítězství na Panamerickém mistrovství. Toto zásadní rozhodnutí jí stálo další sportovní kariéru a pravděpodobnou medaili na blížících se olympijských hrách v Pekingu. Pracuje jako policistka v Guaynabu v Portoriku.

## Výsledky
| Turnaj                  | 1998         | 1999         | 2000         | 2001           | 2002           | 2003           | 2004           | 2005           | 2006           | 2007           | 2008           |
| Turnaj                  | 19           | 20           | 21           | 22             | 23             | 24             | 25             | 26             | 27             | 28             | 29             |
| Turnaj                  | střední váha | střední váha | střední váha | polotěžká váha | polotěžká váha | polotěžká váha | polotěžká váha | polotěžká váha | polotěžká váha | polotěžká váha | polotěžká váha |
| ----------------------- | ------------ | ------------ | ------------ | -------------- | -------------- | -------------- | -------------- | -------------- | -------------- | -------------- | -------------- |
| Olympijské hry          |              |              | —            |                |                |                | 3.             |                |                |                | —              |
| Mistrovství světa       |              | —            |              | 2.             |                | 2.             |                | 1.             |                | 1.             |                |
| Panamerické hry         |              | —            |              |                |                | 2.             |                |                |                | 2.             |                |
| Panamerické mistrovství | —            | —            | —            | 1.             | 1.             | —              | —              | —              | 3.             | 2.             | 1.             |
| MS juniorů              | 3.           |              |              |                |                |                |                |                |                |                |                |